# Intel 80387
O Intel 80387 (387) foi um coprocessador matemático para uso em conjunto com a série de microprocessadores Intel 80386 e também o primeiro coprocessador da Intel a implementar o padrão IEEE 754 em todos os detalhes. Sua função era realizar operações aritméticas de ponto flutuante a nível de hardware. O 387 era compatível somente com o chip 386 padrão; a versão "castrada", o 386SX, tinha seu próprio coprocessador, o Intel 80387SX, específico para o barramento de dados menor do SX. O coprocessador foi lançado somente em 1987, dois anos depois que o 386 havia entrado em produção.